# هرمان هورن یوهانسن
هرمان هورن یوهانسن (انگلیسی: Herman Horn Johannessen؛ زادهٔ ۴ آوریل ۱۹۶۴) قایقران قایق بادبانی، و اهالی کسب‌وکار اهل نروژ است.